# Luna-Programm
Mit Luna 4 bis Luna 24 (russisch Луна, lateinisch und russisch für Mond) werden sowjetische Mondsonden der zweiten Serie (1963 bis 1976) bezeichnet. Die Sonden der Vorgängerserie werden im Westen auch Lunik 1 bis 3 genannt. Luna 26 bis Luna 29 sind geplante oder vorgeschlagene Nachfolgemissionen.
Einige fehlgeschlagene Luna-Missionen wurden (im Falle des Erreichens der Erdumlaufbahn) als  Satelliten bezeichnet und erhielten Sputnik- oder Kosmos-Decknamen. Die Sonden, die nicht einmal die Erdumlaufbahn erreichten, erhielten keine offizielle Bezeichnung. Sie tragen daher von internationalen Experten vergebene Bezeichnungen wie z. B. Luna 1964A. Einige zur Erprobung von Landemanövern vorgenommene Raumflüge fanden jedoch im Zond-Programm statt.

## Frühe Landungen

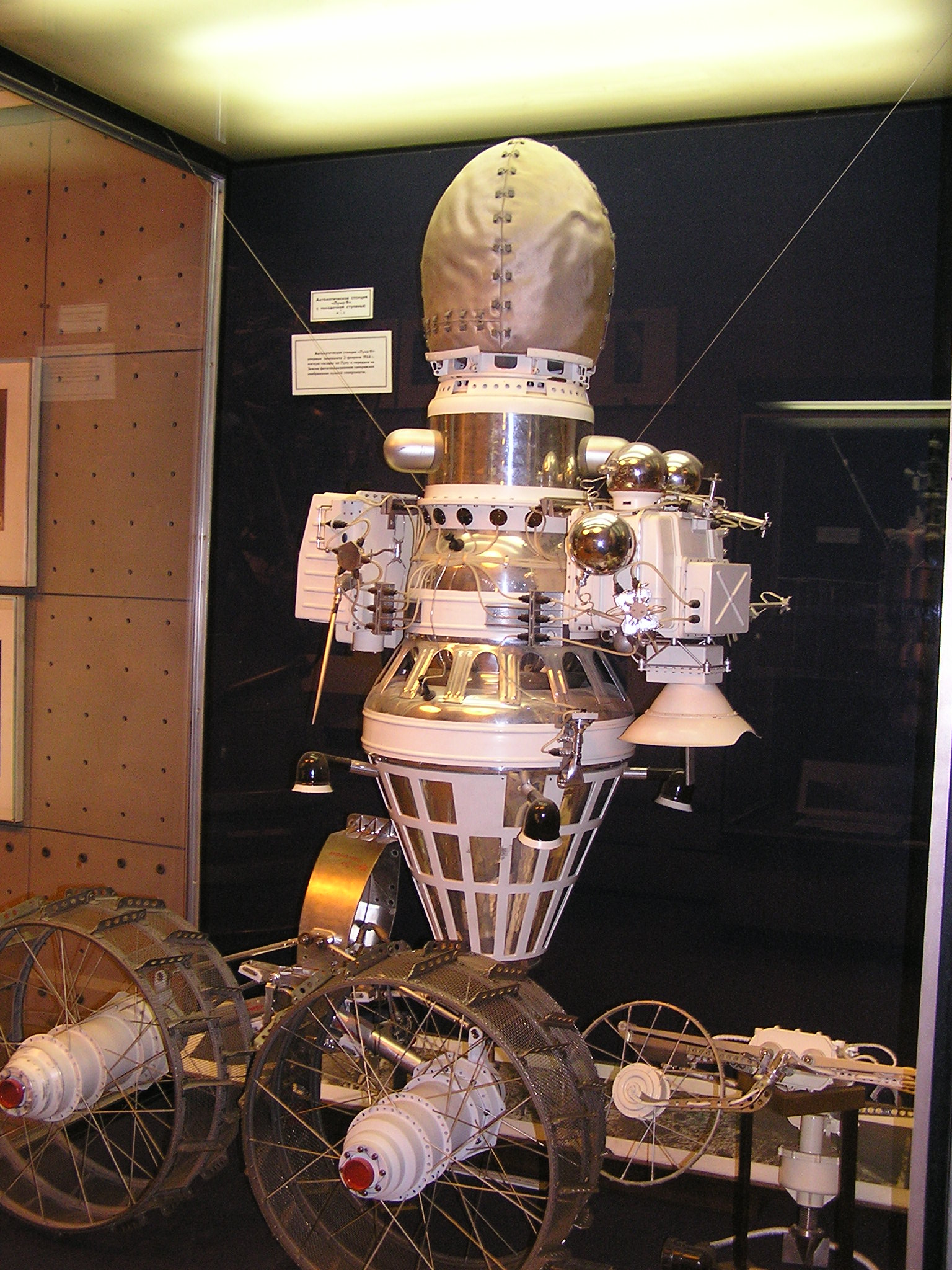
Luna 9

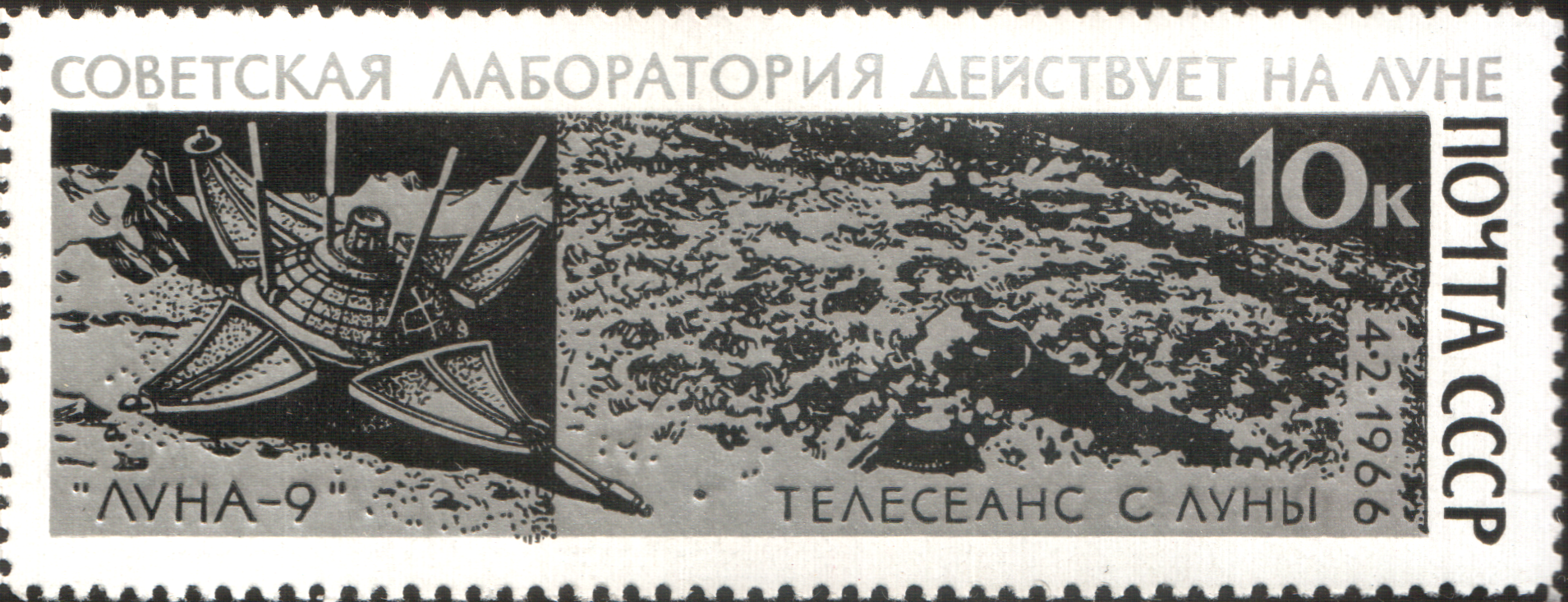
Luna 9 und Aufnahme der Mondoberfläche (UdSSR-Briefmarke von 1966)

Das Ziel der Missionen Luna 4 bis 9 (Sonden der Serie E-6) war es, eine Sonde weich auf der Mondoberfläche abzusetzen. Bis dies mit Luna 9 gelang, mussten zahlreiche Rückschläge hingenommen werden.
Die ersten Sonden der E-6-Serie (Sputnik 25 und Luna 1963A) starteten bereits Anfang 1963, jedoch gelang es erst beim dritten Versuch mit Luna 4, gestartet am 2. April 1963, den Erdorbit überhaupt zu verlassen. Die Oberstufe brachte die Sonde jedoch auf eine falsche Umlaufbahn, so dass die Sonde den Mond in einer Distanz von 8.336,2 km verfehlte. Weitere vier Fehlstarts (Luna 1964A, Luna 1964B, Kosmos 60 und Luna 1965A) später konnte Luna 5, am 9. Mai 1965 gestartet, auf den Weg zum Mond geschickt werden. Die Sonde stürzte jedoch, nachdem die Bodenstation die Kontrolle über das Haupttriebwerk verlor, am 12. Mai auf dem Mond ab. Ursache war eine unkontrollierbare Rotation der Sonde. Luna 6 (Start: 6. Juni 1965) verfehlte den Mond in 159.218 km Entfernung, als eine Kurskorrektur in die falsche Richtung erfolgte. Bei Luna 7 (Start: 4. Oktober 1965) fiel das Lagekontrollsystem vor der Landung aus, so dass die Zündung des Bremstriebwerks ausblieb. Bei Luna 8 (Start: 3. Dezember 1965) geriet die Sonde neun Sekunden nach Zünden des Bremstriebwerks in Rotation und schlug hart auf dem Mond auf.
Am 3. Februar 1966 gelang mit der erfolgreichen Landung von Luna 9 (Start: 31. Januar 1966) im Oceanus Procellarum schließlich die erste weiche Landung auf dem Mond in der Geschichte der Raumfahrt. Die Sonde maß die Strahlung an der Mondoberfläche und sandte Panoramen der Mondoberfläche zurück zur Erde. Der Lander arbeitete, bis die Batterien am 6. Februar 1966 erschöpft waren. Diese technische Leistung hatte auch eine politische Dimension, da die Sowjetunion aus dem Wettlauf mit den USA um die erste weiche Mondlandung als Sieger hervorging.
Eine instrumentell verbesserte Version von Luna 9 war Luna 13 (E-6M). Diese Sonde landete am 24. Dezember 1966 auf dem Mond. Die Sonden Luna 4–9 und 13 wogen beim Start je zwischen 1446 und 1620 kg. Auf den Lander entfielen nach der Landung lediglich 90–113 kg. Die Sonden wurden mit Molnija-Raketen gestartet.

## Frühe Mondorbiter
Die Sonden Luna 10, 11, 12 und 14 (Serien E-6S, E-6LF und E-6LS) waren Mondorbiter, die den Bus der Landesonden der Serie E-6 nutzten, jedoch anstatt eines Landers eine Sektion mit Instrumenten mitführten. Wie die Lander waren die Orbiter batteriebetrieben, wodurch die aktive Zeit im Orbit auf einige Wochen beschränkt war. Auch diese Sonden wurden mit Molnija-Raketen gestartet.
Der erste Start eines E-6S-Orbiters erfolgte am 1. März 1966, die Oberstufe der Rakete versagte jedoch, so dass die Sonde unter der Tarnbezeichnung Kosmos 111 im Erdorbit blieb.

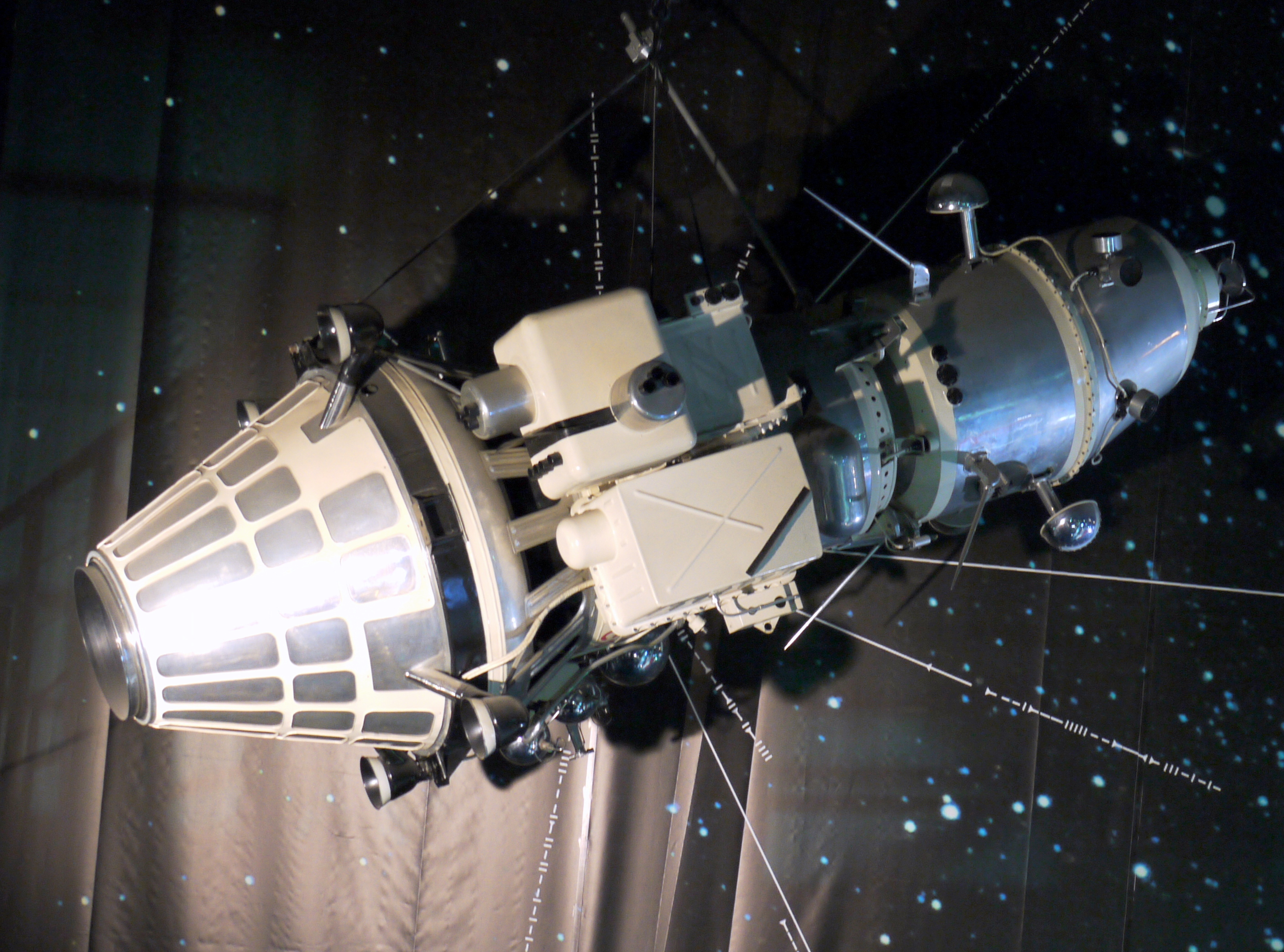
Modell von Luna 10

Der zweite E-6S-Start glückte wenig später und Luna 10 schwenkte als erste Raumsonde am 3. April 1966 in einen Mondorbit ein. Die Experimente an Bord vermaßen das Magnetfeld des Mondes und detektierten Mikrometeoriten und Teilchen. Aus den Veränderungen der Bahn konnte man erstmals auf Massekonzentrationen in der Mondkruste schließen. Am 4. April 1966 sollte am Ende des 23. Kongresses der KPdSU eine Sendung (Tonfolge der Internationale) von Luna 10 übertragen werden. Dem mitgeführten eigens entwickelten Synthesizer fehlte jedoch, wie man kurz zuvor bemerkte, ein Ton, sodass man kurzerhand eine Aufzeichnung eines gelungenen Tests der vergangenen Nacht einspielte. Luna 10 war 56 Tage im Mondorbit in Betrieb und absolvierte in dieser Zeit 460 Mondumkreisungen. Als die Batterien leer wurden, brach die Kommunikation mit der Sonde ab. Wie lange Luna 10 anschließend noch im Mondorbit verblieb, ist unsicher. Man nimmt an, dass sie noch im gleichen Jahr an unbekannter Stelle auf den Mond stürzte.
Luna 11 war ein Orbiter der verbesserten Serie E-6LF und wurde am 24. August 1966 gestartet. Die Monate seit dem Start von Luna 10 wurden genutzt, um die Instrumentierung zu verbessern. Luna 11 führte eine Filmkamera mit. Der Film wurde an Bord entwickelt und digitalisiert. Das Experiment fiel jedoch aufgrund von Problemen mit der Ausrichtung der Kamera aus. Die Sonde übertrug Daten aus dem Mondorbit bis zum 31. Oktober 1966. Die Wiederholung dieser Mission mit Luna 12, gestartet am 22. Oktober 1966, verlief dagegen erfolgreich.
Im Jahr 1968 erfolgten zwei weitere Starts mit dem Ziel, einen Orbiter (Serie E-6LS) in die Mondumlaufbahn zu bringen. Der erste Start (Luna 1968A) endete mit dem Absturz der Trägerrakete, bei dem zweiten am 7. April 1968 konnte jedoch die Sonde Luna 14 erfolgreich den Mondorbit erreichen. Mit der Sonde wurde unter anderem das Kommunikationssystem für das bemannte sowjetische Mondprogramm getestet sowie weitere wissenschaftliche Experimente durchgeführt.

## Rückkehrsonden

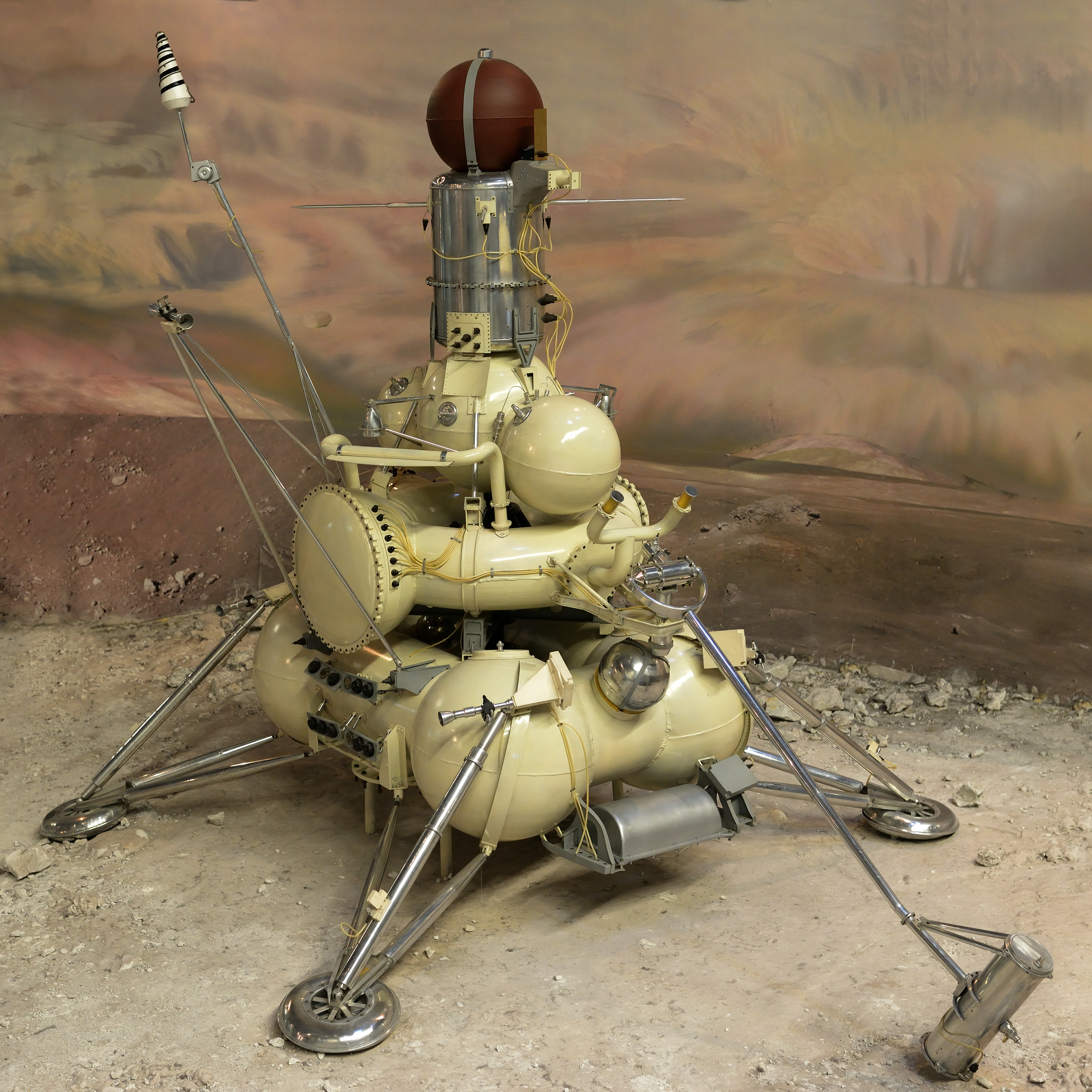
Luna 16

Bis dahin nutzte die Sowjetunion die Molnija-Rakete mit einer maximalen Nutzlast von etwa 1600 kg für Mondsonden. Für die nächste Serie dagegen sollte die wesentlich stärkere Proton eingesetzt werden, die etwa 6000 kg zum Mond befördern konnte. Ziel der ersten Missionen – bestehend aus Luna 15, 16, 18, 20, 23 und 24 (Serien E-8-5 und E-8-5M) – war es, Proben von Mondgestein zur Erde zurückzubringen. Die Sonden bestanden dazu aus einer Landestufe und einer Rückstartstufe mit einer kleinen Landekapsel. Die Mondlandung sollte nicht direkt erfolgen, sondern die Sonden sollten zunächst in einen Mondorbit einschwenken, der dann während einiger Tage so abgeändert wurde, dass der nächste Punkt der Bahn über dem Landegebiet lag, von wo aus die Sonde anschließend auf die Oberfläche abgesenkt und ihre Restgeschwindigkeit durch ein Raketentriebwerk weiter reduziert werden sollte. Nach der Landung schließlich sollte ein Bohrer eine Bodenprobe entnehmen und diese in die Rückkehrkapsel überführen, woraufhin der Rückstart direkt zur Erde erfolgen und die Rückkehrkapsel, durch einen Fallschirm abgebremst, in der Sowjetunion niedergehen würde. Dieser Plan verlief in drei Missionen erfolgreich, wobei von den jeweils etwa 5600–5720 kg Startmasse rund 39 kg zurück zur Erde gelangten und davon wiederum etwa 100–200 g auf die Bodenproben entfielen.
Die ersten Rückführungssonden der Serie E-8-5 sollten noch vor den Amerikanern Mondgestein zurückbringen. Der erste Start dazu am 14. Juni 1969 (Luna 1969B) scheiterte am Versagen der Proton-Rakete. Die nächste Sonde, Luna 15, wurde zwar drei Tage vor der Apollo-11-Mission am 13. Juli 1969 gestartet, schlug aber beim Landeversuch am 21. Juli 1969 hart auf, also  einen Tag nach der amerikanischen Mondlandung. Drei weitere Sonden, die im September und Oktober 1969 sowie im Februar 1970 gestartet wurden (Kosmos 300, Kosmos 305 und Luna 1970A), blieben aufgrund von Fehlfunktionen der Proton-Rakete in der Erdumlaufbahn bzw. erreichten diese nicht einmal. Nachdem man nun nicht mehr als Erster Mondproben zur Erde bringen konnte, ließ man sich mit dem nächsten Start Zeit und überarbeitete die Sonde. Luna 16 (Start am 12. September 1970) brachte als erste sowjetische Mission Mondgestein zurück. Luna 18, gestartet am 2. September 1971, verstummte bei der Landung und ist eventuell in unzugänglichem Gelände umgekippt oder bei der Landung beschädigt worden. Luna 20 (Start am 14. Februar 1972) landete etwa 1800 m von Luna 18 entfernt und gewann 55 g Bodenproben, da der Bohrer nur 15 cm tief eindringen konnte.
Zur Gewinnung von mehr Gestein entwickelte man nun einen verbesserten Bohrer, der bis zu 2 m tief bohren konnte. Die damit ausgestatteten Sonden erhielten die Bezeichnung E-8-5M. Luna 23, gestartet am 28. Oktober 1974, landete zwar erfolgreich, doch wurde bei der Landung der Bohrer beschädigt, so dass keine Bodenproben gewonnen wurden. Auf eine Rückkehr des Landers wurde deshalb verzichtet. Als asteroidenähnliches Objekt 2010 KQ, so wird vermutet, umkreist die vierte Stufe der Startrakete die Sonne.
Der nächste Start am 16. Oktober 1975 endete mit dem Absturz der Trägerrakete (Luna 1975A). Die letzte sowjetische Rückkehrsonde der Luna-Serie, Luna 24 (gestartet am 9. August 1976, Landung im Mare Crisium  am 18. August, Rückkehr zur Erde am 22. August), brachte 170 g Mondgestein zur Erde zurück.

## Mondrover und spätere Mondorbiter

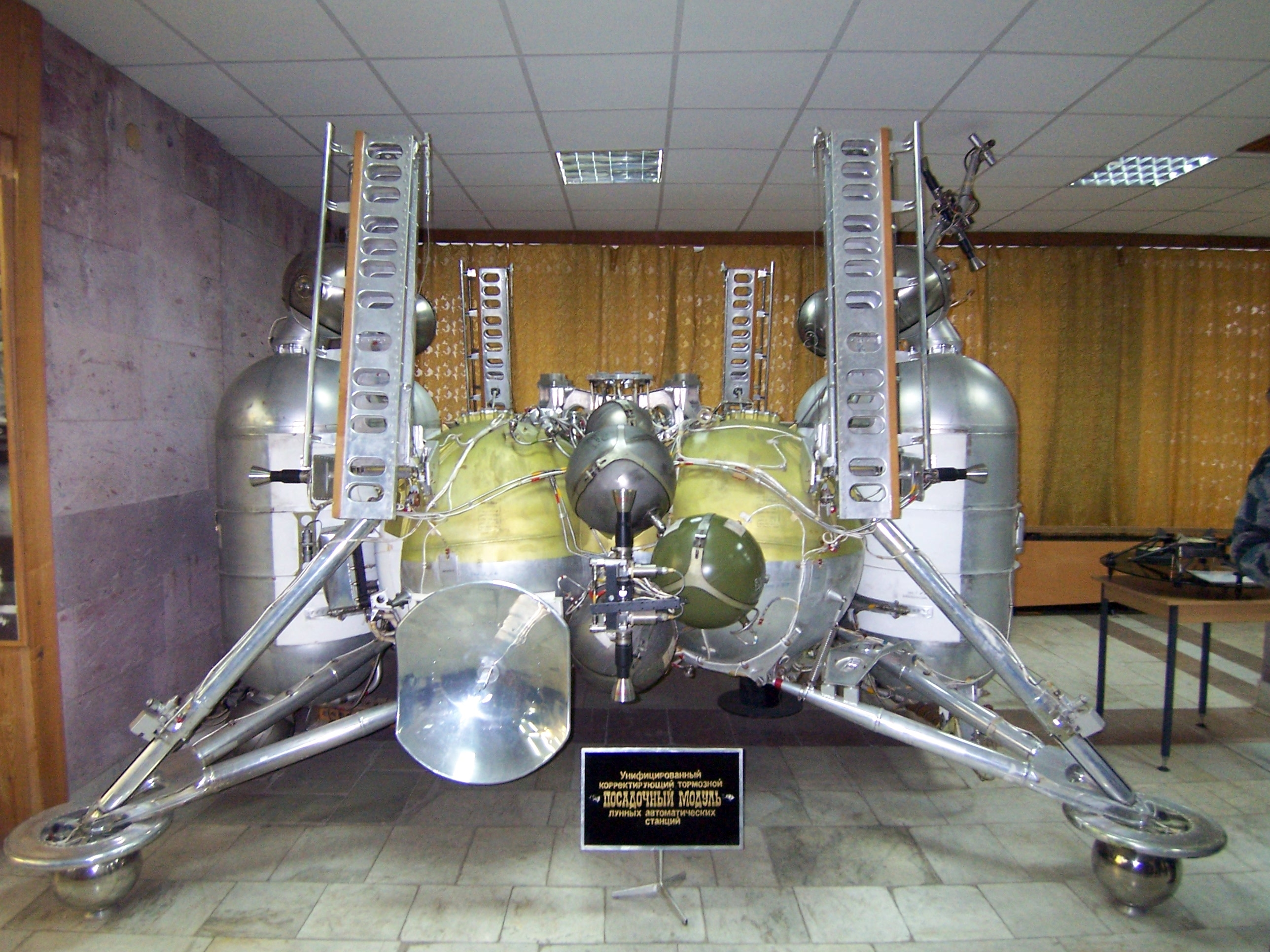
Der Lander der Lunochod-Rover

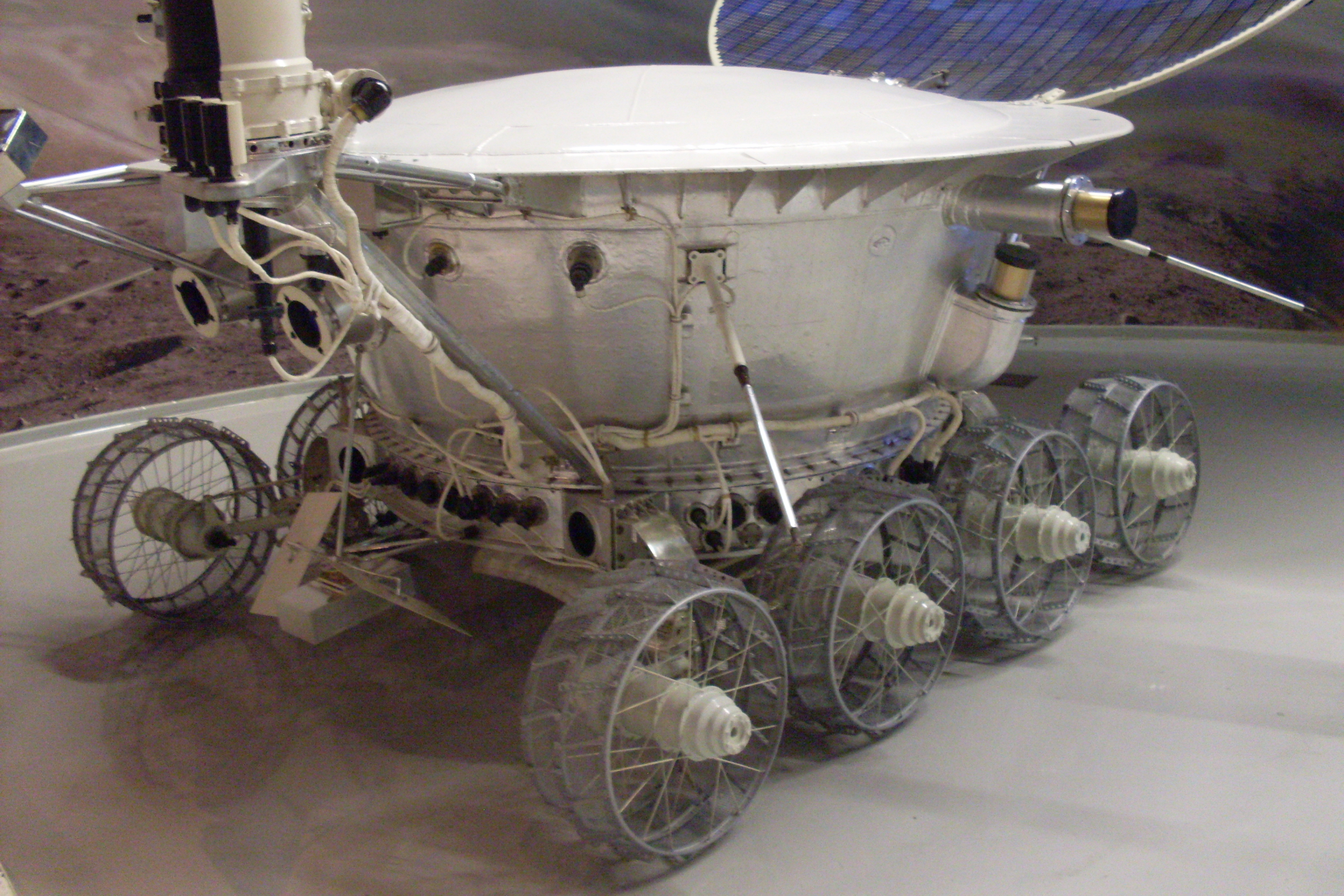
Lunochod 1

Durch Weglassen der Rückstartstufe konnte die Unterstufe der Rückfuhr-Sonden der Serie E-8-5 auch eine größere Nutzlast zum Mond bringen. Dies wurde dreimal zur Beförderung eines Mondrovers genutzt. Diese Sonden trugen die Bezeichnung E-8.
Der erste Start eines Mondrovers erfolgte bereits am 19. Februar 1969, also noch vor dem ersten Start einer E-8-5-Sonde. Die Nutzlastverkleidung der Proton-Trägerrakete kollabierte jedoch nach etwa einer Minute Flugzeit, was zur Zerstörung der Rakete und ihrer Nutzlast führte. Der Start wurde lange Zeit geheim gehalten und erhielt später die internationale Bezeichnung Luna 1969A.
Luna 17 brachte am 17. November 1970 Lunochod 1 zum Mond. Lunochod wurde von der Erde aus ferngesteuert. Zur Navigation übertrugen Fernsehkameras Bilder der Umgebung. In regelmäßigen Abständen wurden hochauflösende Panoramen der Umgebung gewonnen. Der Mondboden wurde durch Penetrometer und Röntgenfluoreszenzspektrometer untersucht. Lunochod 1 wog 756 kg, war 1,35 m hoch, 2,21 m lang und 2,15 m breit. Zentraler Teil war ein mit Stickstoff gefüllter Behälter, in dem sich die technische Ausrüstung befand. Energie lieferten die Solarzellen im Deckel. Vor dem Auskühlen während der Mondnacht schützte eine kleine Menge Polonium-210, welches mit einer Halbwertszeit von 138 Tagen zerfällt und dabei Wärme abgibt. Während der 322 Tage, in denen Lunochod 1 aktiv war, legte er 10,54 km zurück. Die Sonde machte rund 20.000 Aufnahmen und 206 Panoramen. An 500 Stellen maß das Penetrometer die physikalischen Eigenschaften der Mondoberfläche. An 25 Stellen wurde die Oberfläche mit dem Röntgenfluoreszenzspektrometer untersucht. 80.000 m² der Oberfläche wurden untersucht oder im Bild festgehalten. Die Sonde fiel aus, weil die Wärmeabgabe der Poloniumquellen nach fast drei Halbwertszeiten auf ein Siebtel gefallen war.
Lunochod 2 wurde von Luna 21 am 15. Januar 1973 zum Mond gebracht. Obgleich diese Mission nur fünf Monate dauerte, legte dieses mit 840 kg etwas schwerere Lunochod über 37 km zurück. Die Sonde musste aufgegeben werden, nachdem sie in einen Krater gefahren war und die Solarzellen mit Staub bedeckt waren, so dass man nicht mehr ausreichend Strom zum Betrieb hatte.
Der Start von Lunochod 3 mit dem zugehörigen Lander war für 1977 geplant. Warum diese Mission nicht gestartet wurde, ist bis heute nicht bekannt.
Die 1971 und 1974, also vor und nach Lunochod 2, gestarteten Sonden Luna 19 und Luna 22 (Serie E-8LS) dagegen waren Mondorbiter, bei denen man ein Lunochod ohne Räder in einen Mondorbit gebracht und mit weiteren Experimenten ausgerüstet hatte. Ein Radar-Höhenmesser vermaß das Profil der Oberfläche, ein Gammastrahlenspektrometer detektierte ionisierende Strahlung aus dem Zerfall von Kalium, Uran sowie Thorium und eine Panoramakamera erstellte Streifenaufnahmen der Mondoberfläche mit einer Auflösung von 100 m × 400 m.
Luna 19 wurde am 28. September 1971 gestartet und arbeitete bis zum 20. Oktober 1972 im Orbit. Ihr folgte als letzter sowjetischer Mondorbiter am 29. Mai 1974 Luna 22, der bis zum 2. September 1975 im Mondorbit tätig war.

## Russische Luna-Sonden
Die Landemission Luna 25 startete am 10. August 2023 UTC (11. August Ortszeit). Nach einem zu starken Bremsimpuls zur Absenkung des Mondorbits stürzte die Sonde am 19. August auf den Mond. 

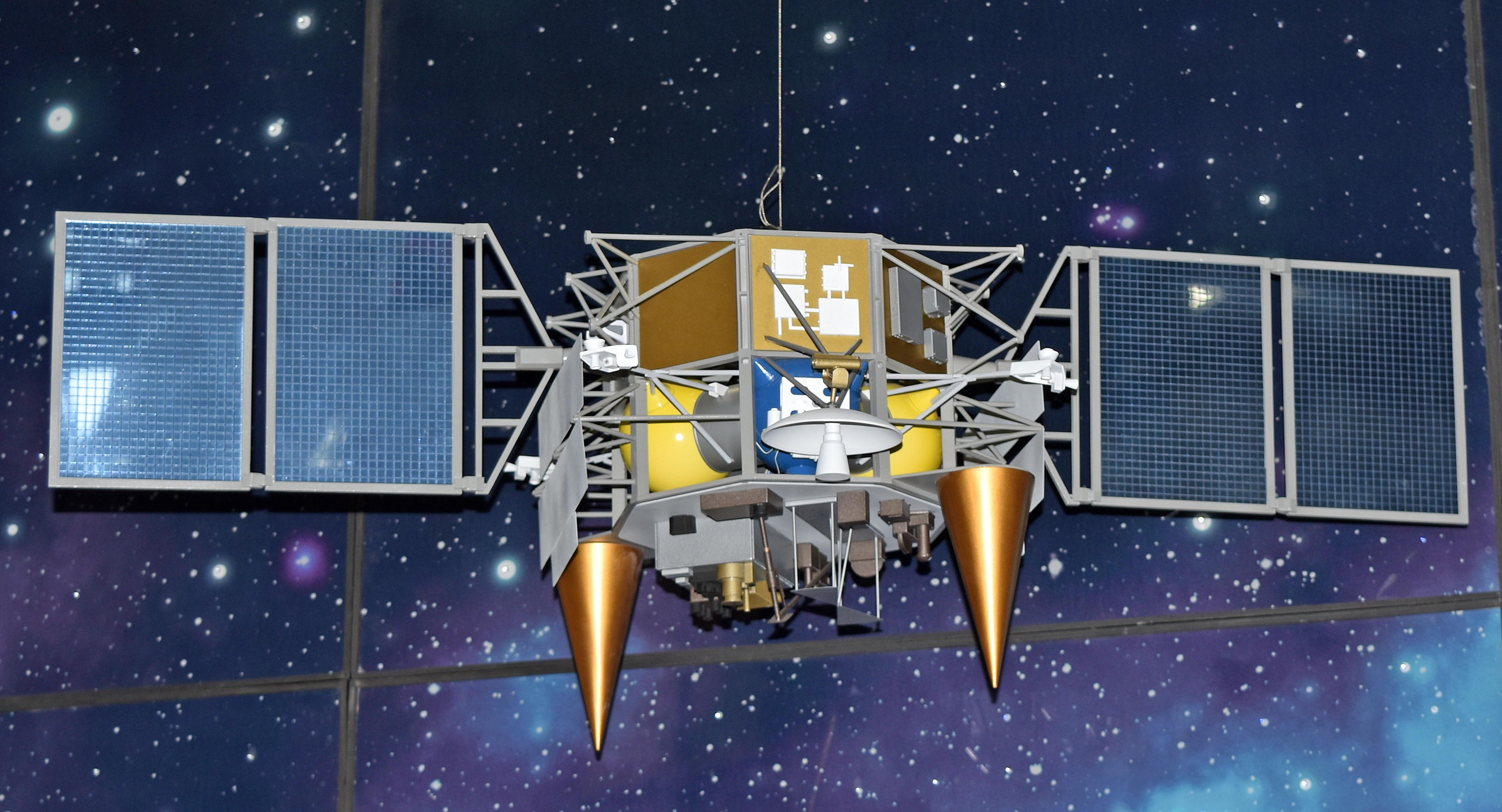
Modell von Luna 26 (Luna-Resurs-Orbiter)

Luna 26 ist als Orbitalmission für 2027 geplant, Luna 27A und Luna 27B wieder als Landemissionen für 2029 bzw. 2030. Danach soll Luna 28 starten.
Eine Beteiligung der ESA an den Missionen ab Luna 25 wurde aufgrund des russischen Überfalls auf die Ukraine im April 2022 eingestellt.